# Oskar Bauer
Oskar Bauer (13 de março de 1900 - 20 de janeiro de 1975) foi um oficial  alemão que serviu na Luftwaffe durante a Segunda Guerra Mundial. Foi condecorado com a Cruz de Cavaleiro da Cruz de Ferro.

## Condecorações
| Cruz de Ferro 2ª Classe                                  |
| Cruz de Ferro 1ª Classe                                  |
| Cruz de Cavaleiro da Cruz de Ferro 27 de outubro de 1941 |